# 電気使用制限等規則
電気使用制限等規則（でんきしようせいげんとうきそく、平成23年6月1日経済産業省令第28号）とは、電気事業法（昭和39年7月11日法律第170号）第27条の規定に基づき、電気の供給不足を回避させる目的で、経済産業大臣が電気事業者から供給される電気の受電制限を義務づけるための省令。現行法令は、1974年に制定された通商産業省令（昭和49年1月12日通商産業省令第2号）を2011年に全部改正されたもの。
本規則に基づき、具体的に電気の使用制限を発動するためには、経済産業大臣が対象地域や対象項目、対象者を指定する告示を別途発する必要があることから、報道機関などでは本規則と前述の告示をまとめて電力使用制限令（でんりょくしようせいげんれい）あるいは電力制限令（でんりょくせいげんれい）と称することが多い。
1974年に発動されたケースと、2011年に発動されたケースが知られる。
以下、特に定めない限り、本文中の条名は本規則の条文を指すものとする。

## 構成
以下の11条から成る。第3条と第7条は2011年の全部改正の際に追加された項目である。
1. 使用電力量の制限
2. 使用最大電力の制限
3. 使用最大電力の制限の特例
4. 用途を定めてする使用制限
5. 日時を定めてする使用制限
6. 制限の緩和
7. 賃貸事業者等の努力義務
8. 使用状況の報告
9. 受電の届出及び勧告
10. 公示等
11. 提出

## 具体的な発動例

### 1974年
1973年に発生した第一次オイルショックに伴い、当時の日本では石油需給適正化法が施行されるなど石油の大幅な供給不足が懸念されており、石油の国内総使用量の抑制を行う一環として電気事業法第27条に基づく規制を行う事になり、1974年1月12日に新たに本規則が定められた。目的としては火力発電で使用する石油（化石燃料）の使用量を抑制させるために、使用電力量を減らすためであり、当時は通商産業省（現：経済産業省）の行政指導などにより節電を呼びかけていたものの、節電が思うように進まなかったため、強制力を持つ本令の発動に至ったとされている。
具体的には、契約電力500kW以上の大口需要家に対して、使用電力量を15%カットを義務づけた（第1条）。また、広告灯・電飾・ネオンサイン・ショウウィンドウ用照明設備などの使用を禁止する措置も執った（当時の第3条=現・第4条）。これにより、テレビ局は深夜放送を休止し、商店等で早朝・夜間の営業を控えるなど電気使用の自粛も広がった。

### 2011年
2011年3月11日に発生した東日本大震災（東北地方太平洋沖地震）により、東京電力福島第一原子力発電所を始めとして東京電力と東北電力管内の多くの発電所が甚大な被害を受けた。これによる電力の供給不足に対し、東京電力では計画停電を行うなどしてピーク時の突発的停電の回避に努めてきたが、空気調和設備（エアコン）の運転などにより電力需要の高まる夏期には電気事業者側のみの努力だけではピーク時の供給不足が避けられないとして、内閣官房長官を本部長とする政府の電力需給緊急対策本部が2011年5月13日に「夏期の電力需給対策」を取りまとめ、需要面では一律15%削減という需要抑制目標を掲げることとなった。この目標を補完するため、経済産業省は「使用最大電力の制限に係る経済産業大臣が指定する地域、期間等」（平成23年経済産業省告示第126号）を告示、37年振りに本規則を発動させることになった。
燃料の抑制=使用電力量の抑制を目的とした前回とは異なり、今回はピーク時の電力不足の回避を目的としているため、規則第2条について詳細な事項を定める一方で、規則第4条は適用しないこととなった。なお、今回の発動にあわせて、複数の企業間で義務づけ節電量を融通させることのできる例外規定（第3条）と、近年増加した設備のリース（元々の規則では、電力量等節減の義務づけが行われるのは設備の保有者に対してであり、設備の使用者に対しては実効力がなかった）に対応した使用者の努力義務規定（第7条）を追加する形で、規則を全面改訂している。